# 寄親・寄子
寄親・寄子（よりおや・よりこ）とは、中世日本において親子に擬制して結ばれた主従関係あるいはこれに准ずる保護者・被保護者の関係。保護する側を寄親（よりおや、指南・奏者）、保護される側を寄子（よりこ、寄騎（与力）・同心）とも呼ぶ。『日葡辞書』では寄親は「ある主君の家中とか、その他の所とかにおいて、ある者が頼り、よりすがる相手の人」、寄子は「他人を頼り、その庇護のもとにある者。あるいは他の配下にある者」と解説されている。原則的には寄親・寄子関係は私的な契約関係によったが、戦国時代においては半ば強制的なものになっていった。
寄子と同様の性格を持つものとしては、奈良時代の寄口、平安時代の寄人などが挙げられるが、鎌倉時代の武家社会における惣領制の確立によって初期には総領に従う庶子の事を指した（『鎌倉幕府追加法』）が、程なく非血縁的武士も寄子として扱われ、やがて後者が占めることになる。寄子は総領が負っていた公事に対する負担を行う代わりにその地位と所領を保障されていた。
室町時代に入ると地侍たちが地元の有力武士と関係を結んで寄親・寄子の関係を結ぶようになり、守護大名や戦国大名も有力武士を傘下に入れる過程で彼らの寄親としての権限を認めて、自らも彼らと寄親・寄子の関係を結んで家臣団に取り込んでいった。この時代の寄親・寄子関係は、単に戦いへの一時的な参加を頼む・頼まれるという当座の関係から、寄親が寄子に所領や扶持を与える「給人的寄子」まで幅広く、更に大名が自己の寄子である有力武士に彼ら自身の寄子に与えるための所領（寄子給）が与えられる場合もあった。
戦国時代になると、大名は主従関係の安定化のため、寄親となった有力武士の権利を保障し、寄子が濫りに寄親を変えることを禁じたり、大名への訴訟は寄親を通じて行うことを命じて、強制力を持たせる一方、寄親が寄子に恩給を与えなかったり、その他寄子に対する不当な扱いを行った場合には寄親を変えさせるなど、寄子を自己の軍事力として確保する政策が取られた。
寄親・寄子制を採ったことが知られる戦国大名としては、北条氏・今川氏・武田氏・六角氏・毛利氏などが知られ、これよりも結びつきが低い（恩給は与えず、有事の時に指揮・被指揮の関係に入る）「指南・被指南」制度を採った伊達氏や結城氏の例もある。また、畿内の細川氏（京兆家）の場合は被官が三好氏・薬師寺氏などの有力武将に付けられて寄親・寄子関係を結んでおり、三好長慶の寄子は三好政権の確立後も身分上は京兆家の被官・三好氏の寄子であった（今村慶満など）。これは身分に対する認識が厳しい畿内では陪臣身分は社会的に低く扱われていたことが背景にあったとみられる。
江戸時代に入ると主従関係の再編成によって、武家社会における制度としての寄親・寄子は消滅するが、奉行所における与力・同心のように下級役人の役職名などに残されたほか、各種奉公人の斡旋を行う口入屋や人宿の大家（賃貸人）を寄親、奉公人や人宿の店子（賃借人）を寄子と呼ぶなど、制度の名残が広く残されていた。